# Melay (Saône-et-Loire)
Melay is een gemeente in het Franse departement Saône-et-Loire (regio Bourgogne-Franche-Comté). De plaats maakt deel uit van het arrondissement Charolles. Melay telde op 1 januari 2022 964 inwoners.

## Geografie
De oppervlakte van Melay bedroeg op 1 januari 2022 36,5 vierkante kilometer; de bevolkingsdichtheid was toen 26,4 inwoners per km².

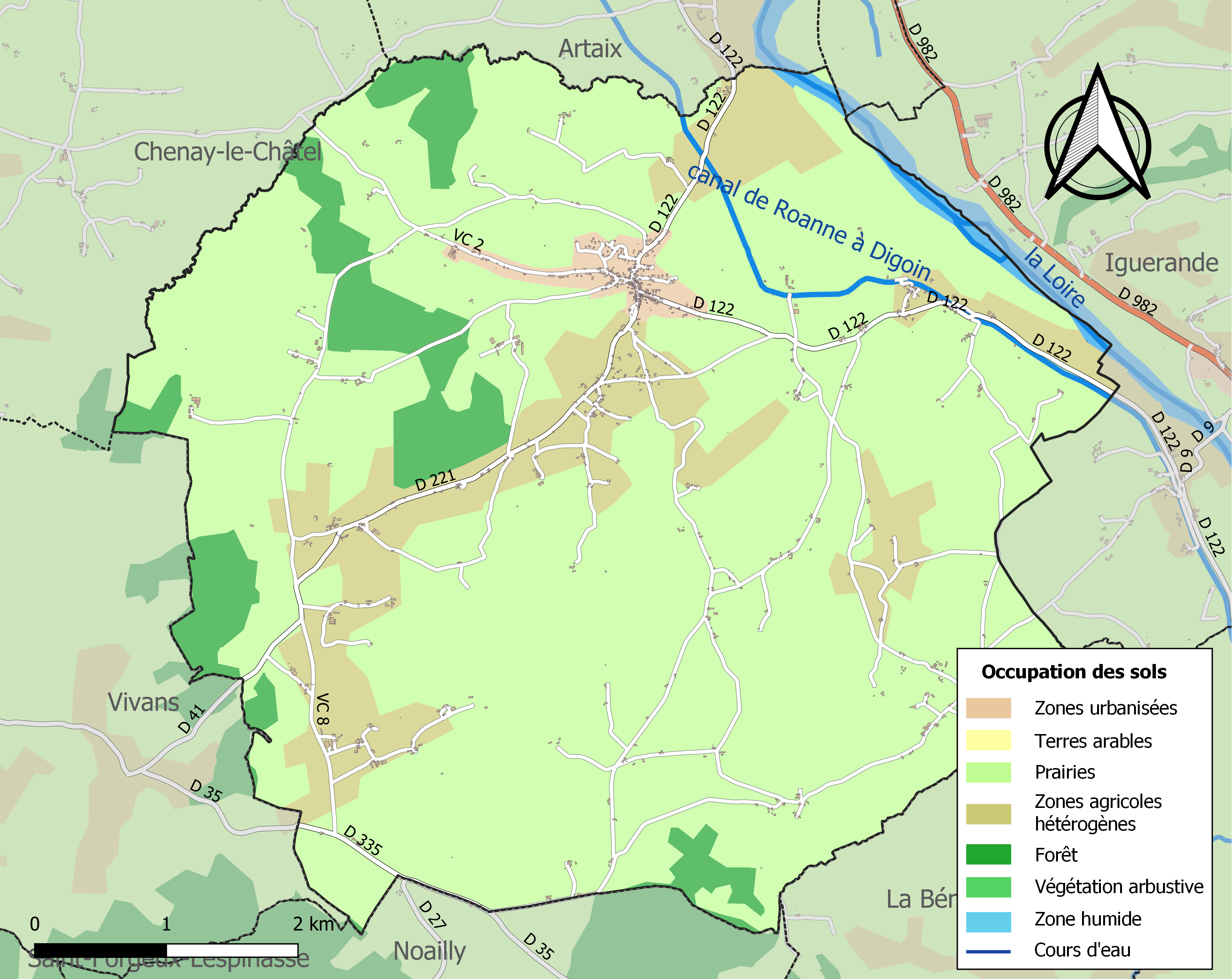
Kaart van de gemeente met de belangrijkste infrastructuur, bodemgebruik en omliggende gemeenten

## Demografie
Onderstaande figuur toont het verloop van het inwonertal (bron: INSEE-tellingen).

## Geboren
- François Savary de Brèves (1560-1628), diplomaat en oriëntalist